# Sergio Berlinguer
Sergio Berlinguer (ur. 6 maja 1934 w Sassari, zm. 17 października 2021 w Rzymie) – włoski polityk, dyplomata i prawnik, w latach 1994–1995 minister.

## Życiorys
Brat Luigiego Berlinguera, kuzyn Enrica Berlinguera oraz Giovanniego Berlinguera. Absolwent studiów prawniczych. W 1959 dołączył do włoskiej dyplomacji. Pracował w konsulacie i ambasadzie Włoch w Wielkiej Brytanii. Następnie zatrudniony w służbach prasowych resortu spraw zagranicznych, którymi kierował w latach 1976–1979. Był później zastępcą szefa gabinetu ministra oraz doradcą do spraw zagranicznych w kilku gabinetach. Od 1983 do 1985 pełnił funkcję dyrektora generalnego MSZ do spraw migracji. W 1985 został doradcą prezydenta Francesca Cossigi, od 1987 do 1992 zajmował stanowisko sekretarza generalnego w administracji prezydenckiej.
Od maja 1994 do stycznia 1995 sprawował urząd ministra bez teki do spraw diaspory w rządzie Silvia Berlusconiego. W 1995 założył partię Movimento Italiano Democratico, z którą przyłączył się do CDU. Od 1996 przez kilka lat należał do Odnowienia Włoskiego. W 2004 został członkiem Rady Stanu.
Odznaczony Orderem Zasługi Republiki Włoskiej klasy II (1981) i I (1988).